# Porta Romana bella
Porta Romana bella è una canzone popolare milanese risalente al XIX secolo legata al mondo della microcriminalità di Milano, la cosiddetta Ligera.

## Porta Romana e il carcere di San Vittore
La Porta Romana sorge al centro di piazza Medaglie d'Oro, allo sbocco dell'omonimo corso; è una delle sei principali porte di Milano, all'interno dei bastioni.
In passato, Porta Romana identificava inoltre uno dei sei storici sestieri in cui era suddivisa la città meneghina: proprio a quest'ultimo – e non alla Porta da cui esso prende il nome – fa riferimento la canzone.
Più volte viene citata via Filangieri – la quale, peraltro, non apparteneva a tale sestiere. Al numero 2 dell'omonima piazza sorge il Carcere di San Vittore, inaugurato nel 1872. I riferimenti al carcere – e alla vita, alle ansie ad esso legati – sono numerosi ed evidenti in tutta la canzone (“In via Filangieri gh'è una campana: ‘gni volta che la sona l'è ‘na cundana. […] O luna che rischiari le quattro mura: rischiara la mia cella che'è tanto scura”).

## La canzone
Porta Romana bella è una delle più celebri canzoni popolari del repertorio milanese; tra gli altri, l'hanno eseguita artisti come Giorgio Gaber, Walter Valdi, Gabriella Ferri e lo stesso Nanni Svampa.
Di quest'ultimo artista ne esistono svariate registrazioni; poiché tale brano è associato agli ambienti della mala milanese, essa compare nel terzo volume della sua antologia sulla canzone lombarda, edito nel 1970 col sottotitolo "La mala e l'osteria".
Un video del 1977 riprende tre importanti artisti come Roberto Vecchioni, Francesco Guccini e Lucio Dalla eseguire Porta Romana bella al tavolo dell'osteria "Da Vito" a Bologna.
Del testo, data la natura popolare, esistono svariate versioni, che talvolta variano unicamente per l'uso del dialetto, o per alcune strofe differenti. Quella che segue è una delle versioni più spesso eseguite:

### Il testo più noto[2]
Porta Romana bella, porta Romana,
ci stan le ragazzine che te la danno,
ci stan le ragazzine che te la danno:
prima la buonasera e poi la mano.
"E gettami giù la giacca ed il coltello
che voglio vendicare il mio fratello,
e voglio vendicare il mio fratello,
e gettami giù la giacca ed il coltello.
La via a San Vittore l'è tuta sasi,
l'ho fatta l'altra sera a pugni e schiaffi,
l'ho fatta l'altra sera a pugni e schiaffi.
la via a San Vittore l'è tuta sasi.
La via Filangeri l'è un gran serraglio,
la bestia più feroce l'è 'l commissario,
la bestia più feroce l'è 'l commissario,
la via Filangeri l'è un gran serraglio.
In via Filangeri ghé una campana:
'gni volta che la sona l'è 'na cundana,
'gni volta che la sona l'è 'na cundana,
in via Filangeri ghé una campana.
Prima faceva il ladro e poi la spia,
e adesso è delegato di Polizia,
e adesso è delegato di Polizia,
prima faceva il ladro e poi la spia.
O luna che rischiari le quattro mura
rischiara la mia cella ch'è tanto scura,
rischiara la mia cella ch'è tetra e nera:
la gioventù più bella morì in galera.
O luna, luna, luna che fai la spia
bacia la donna d'altri, ma non la mia.
Amore, amore, amore, amore un corno,
di giorno mangio e bevo, di notte dormo.
Ci sono tre parole in fondo al cuore:
la gioventù, la mamma ed il primo amore.
La gioventù la passa, la mamma muore
e restet cume un pirla col primo amore."
Porta Romana bella, porta Romana,
ci stan le ragazzine che te la danno,
ci stan le ragazzine che te la danno:
prima la buonasera e poi la mano...

### Alternativa[3]
Porta Romana bella Porta Romana
Ci stan le ragazzine che te la danno
Ci stan le ragazzine che te la danno
Prima la buona sera e poi la mano.
E gettami giù la giacca ed il coltello
Che voglio vendicare il mio fratello
La via San Vittore l'è tutta a sassi
L'ho fatta l'altra sera a pugni e schiaffi
In via dei Filangeri gh'è 'na campana
'Ogni vòlta che la sòna l'è ona condanna
La via dei Filangeri l'è un gran serraglio
La bestia più feroce l'è il commissario
Prima faceva il ladro e poi la spia
E adesso è delegato di polizia
E sette e sette e sette fanno ventuno
Arriva la volante e non c'è nessuno
Ha fatto più battaglie la tua sottana
Che tutta la marina Americana
Ha perso più battaglie il tuo reggipetto
Che il general Cadorna a Caporetto
Han fatto più battaglie le tue mutandine
Che tutti I giapponesi alle filippine
O luna che rischiari le quattro mura
Rischiara la mia cella ch'è tanto scura
Rischiara la mia cella ch'è tetra e nera
La gioventù più bella morì in galera
O luna luna luna che fai la spia
Bacia la donna d'altri ma non la mia
Amore amore amore, amore un corno
Di giorno mangio e bevo, di notte dormo.
Olimpia Olimpia mi ate me tradiset
Te disett che te vegnett e pho' te pisett
Ci sono tre parole in fondo al cuore
La gioventù, la mamma e il primo amore
La gioventù la passa, la mamma muore
Te restet come on pirla col primo amore
Porta Romana bella Porta Romana
Ci stan le ragazzine che te la danno
Ci stan le ragazzine che te la danno
Prima la buona sera e poi la mano
Esiste una rara versione riadattata dedicata al bandito Ezio Barbieri a cui è stata aggiunta la seguente strofa:
"la banda di Barbieri era attrezzata
faceva le rapine a mano armata
sette e sette e sette fanno ventuno
arriva la volante e non c'è più nessuno"
La versione di Giorgio Gaber è completamente diversa
"Porta romana bella porta romana
è già passato un anno da quella sera
un bacio dato in fretta
sotto un portone
porta romana bella porta romana
in un cortile largo e fatto a sassi
io fischio
tu t'affacci alla ringhiera
poi scendi e il pomeriggio è tutto
nostro
in giro per i prati fino a sera
m'han detto che sei andata ad abitare
in un quartiere nuovo più elegante
ti sei sposata è giusto e regolare
da me lo so non t'aspettavi niente
passa un ciclista e canta
la voce si allontana
porta romana bella porta"